# Orygmaspis
Orygmaspis (лат.) — вымерший род трилобитов отряда Asaphida с контуром в виде перевёрнутого яйца, широким головным щитом, маленькими глазами, длинными щёчными шипами, тораксом из двенадцати шипастых сегментов и небольшим, коротким хвостовым щитом с четырьмя парами шипов. Обитал в позднем кембрии на территории нынешних Канады и США.

## Описание
Контур экзоскелета Orygmaspis имеет форму перевёрнутого яйца, головной щит (цефалон) шириной менее чем в два раза превышает длину. Хорошо различимая центральная приподнятая область (глабелла) приподнята над затылочным кольцом, ширина составляет ¾ длины, умеренно выпуклая, усечённо-сужающаяся, с тремя парами поверхностных или рудиментарных боковых борозд. Затылочное кольцо хорошо распознаётся. Расстояние между глабеллой и каймой (предглабельной областью) составляет ±¼ длины глабеллы. Глаза маленькие или почти средние, составляют 12-20% от длины цефалона, расположены между передней и средней частями глабеллы и на расстоянии ⅓ от её ширины. Остальные части цефалона, называемые фиксированными и свободными щёками (фиксигены и либригены), плоские. Линии излома (или швы), отделяющие либригены от фиксиген при линьке, расходятся прямо перед глазами, становятся параллельными у каймовой бороздки и сильно сходятся к краю. С задней стороны глаз швы загибаются наружу, расходятся в стороны и назад примерно под углом 45°, рассекая задний край в пределах внутреннего изгиба торакса (опистопарные швы). Сочленённый средний отдел туловища (торакс) состоит из двенадцати сегментов. Передний из них постепенно сужается в направленную вбок точку, более дальние шипы направлены наружу и их длина увеличивается вплоть до девятого сегмента, тогда как шип на десятом сегменте заметно меньше, на 11 и 12 ещё меньше. Маленький хвостовой щит (пигидий) составляет ⅓ ширины цеалона, поперечная ширина вдвое превышает длину. Его ось несколько шире плевральных полей на каждой стороне, имеет до четырёх осевых колец и терминаль и почти достигает края. До четырёх плевральных сегментов со рудиментарными межплевральными бороздками и неглубокими плевральными бороздами. На заднем крае 3-4 пары шипов, которые становятся всё меньше к заднему концу туловища. Поверхность с мелкими гранулами или гладкая.

## Таксономия
O. llanoensis и O. firma по всей видимости демонстрируют крайности в непрерывной морфологии.

## Распространение
- O. llanoensis открыт в верхнем кембрии Соединённых Штатов (группа Морган-Крик, формация Уилбёрнс, центральный Техас[4], зона Taenocephalus, округ Марри, горы Арбакл, Оклахома; Монтана; Вайоминг)[5].
- O. calvilimbata встречается в верхнем кембрии Соединённых Штатов (группа Томах, холм Фрэндшип, Висконсин)[4].
- O. contracta найден в верхнем кембрии Соединённых Штатов (известняки Хани-Крик, центральная Оклахома; группа Томах, формация Лоун-Рок, Уайт Крик, Висконсин)[4] и Канады (группа Мак'Кей, Клэй-Крик, возле Кранбрука, Британская Колумбия)[1].